# Jeron Roberts
Jeron Roberts, en hébreu : ג'רון רוברטס,  né le 11 octobre 1976, à Covina, en Californie, est un ancien joueur américain naturalisé israélien de basket-ball. Il évolue aux postes d'arrière et d'ailier.

## Palmarès
- Champion de Chypre 2007
- Champion des Pays-Bas 2008